# Anauxesida fuscoantennalis
Anauxesida fuscoantennalis là một loài bọ cánh cứng trong họ Cerambycidae.